# Groupe des XV
Ne doit pas être confondu avec Groupe des quinze.
Le Groupe des XV, créé en 1946 et actif jusqu'en 1957, est une association française dont le but était de promouvoir la photographie en tant qu'art et d'attirer l'attention sur la sauvegarde du patrimoine photographique français.

## Historique
Le groupe se réunit le 8 mars 1946 dans le studio du photographe portraitiste André Garban (1878-1972), rue Bourdaloue, près de l'église Notre-Dame-de-Lorette à Paris. De 1946 à 1957, il organise une exposition annuelle dans des lieux divers, d'abord à la galerie Pascaud au 167, boulevard Haussmann, puis au Cercle de la librairie, boulevard Saint-Germain, ou à la galerie Mirador, place Vendôme.
À partir de 1946, André Garban est également à l'initiative de la création et de l'organisation du Salon national de la photographie. Le conservateur Jean Vallery-Radot (1890-1971), mit la galerie Mansart de la Bibliothèque nationale à la disposition du groupe pour cet événement. Celui-ci a participé à la reconnaissance de la photographie comme art à part entière. Par convention, les artistes exposant donnaient au département des estampes et de la photographie un double tirage des épreuves exposée.
Le groupe est dissous en 1957.

## Associés cofondateurs[4]
- Marcel Amson[N 2]
- Jean-Marie Auradon
- Marcel Bovis
- André Garban
- René-Jacques
- Henri Lacheroy, jusqu'en 1948[1]
- Lucien Lorelle[N 3]
- Daniel Masclet[N 4]
- Jean Michaud
- Philippe Pottier
- Albert Séeberger[N 5]
- Jean Séeberger[N 6]
- Louis-Victor Emmanuel Sougez[N 7]
- François Tuefferd[N 8]

## Adhérents à partir de 1948
- Marcel Amson
- Jean-Marie Auradon
- Ina Bandy[N 9]
- Marcel Bovis
- Jean-Philippe Charbonnier[N 10]
- Yvonne Chevalier
- Jean Dieuzaide[N 11]
- Robert Doisneau[N 12]
- Édith Gérin
- Léon Herschtritt[N 13]
- Pierre Ichac[N 14]
- Pierre Jahan[N 15]
- Thérèse Le Prat[6]
- Jean Marquis[N 16]
- Jean Michaud
- Janine Niépce[N 17]
- André Papillon[N 18]
- Willy Ronis[N 19]
- Éric Schwab[N 20]
- René Servant
- Jean-Louis Swiners[N 21]
- François Tuefferd
- Sabine Weiss[N 22]

## Expositions
- 5 novembre 1982 - 29 janvier 1983 : Paris 1950 : photographié par le Groupe des XV, Bibliothèque historique de la ville de Paris ; exposition dans le cadre du Mois de la photo[7].